# Poussières de vie
Poussières de vie é um filme de drama  franco-belgo-germano-honcongo-argelino de 1995 dirigido por Rachid Bouchareb. Rebatizado como Dust of Life, foi indicado ao Oscar de melhor filme estrangeiro na edição de 1996, representando a Argélia.

## Sinopse
Em 1975, três meninos que sofrem tortura física e mental num campo de reeducação do Vietnã decidem fugir para encontrar suas mães e, depois, buscar refúgio na América.

## Elenco
- Daniel Guyant - Son
- Gilles Chitlaphone - Bob
- Jehan Pagès - Petit Haï
- Éric Nguyen - Un-Deux
- Lina Chua - mãe de Son
- R. Shukor Kader